# Palaelodidae
Die Palaelodidae sind eine ausgestorbene Familie flamingoähnlicher Vögel, die vom unteren Oligozän bis zum unteren Pliozän lebten. Zu der Familie werden zwei Gattungen gezählt, Megapaloelodus und Palaelodus. Fossilien der Familie aus dem unteren Miozän wurden vor allem bei Saint-Gérand-le-Puy im Département Allier in Frankreich gefunden.

## Fossilbefund
Insgesamt wurden dort über 9300 Knochen gefunden, die über 530 Individuen und drei Arten von Palaelodus zugeordnet wurden. Außerdem wurden 63 Knochen von 13 Individuen von Megapaloelodus ausgegraben. Megapaloelodusfunde aus dem Miozän und dem unteren Pliozän gibt es auch aus Nordamerika.
1998 wurden zwei neue Arten von Palaelodus beschrieben, deren fossile Überreste im nördlichen South Australia gefunden wurden und die die Existenzdauer des Taxons bis zum mittleren Pleistozän ausweiten. Fossilien aus Ägypten stammen aus dem frühen Oligozän.

## Paläobiologie
Die Palaelodidae lebten wahrscheinlich, ähnlich wie Flamingos, an den Ufern von Salzseen und Brackwasserregionen und hatten einen filtrierenden Seihschnabel, der allerdings sehr viel primitiver war als der der Flamingos und eher dem der Planktonfressenden Alken und Pinguinarten ähnelte.
Die Palaelodidae gelten heute als Mosaikform der Schwestergruppen Flamingos und Lappentauchern, da sie Merkmale beider Taxa besitzen. So haben sie den hohen Unterkiefer der Flamingos, während ihre Schädelproportionen noch denen der Lappentaucher ähnelten. Ihr Beinskelett zeigt Merkmale, die auf eine schwimmende Lebensweise, wie die der Lappentaucher, schließen lässt.